# Convenções de Genebra

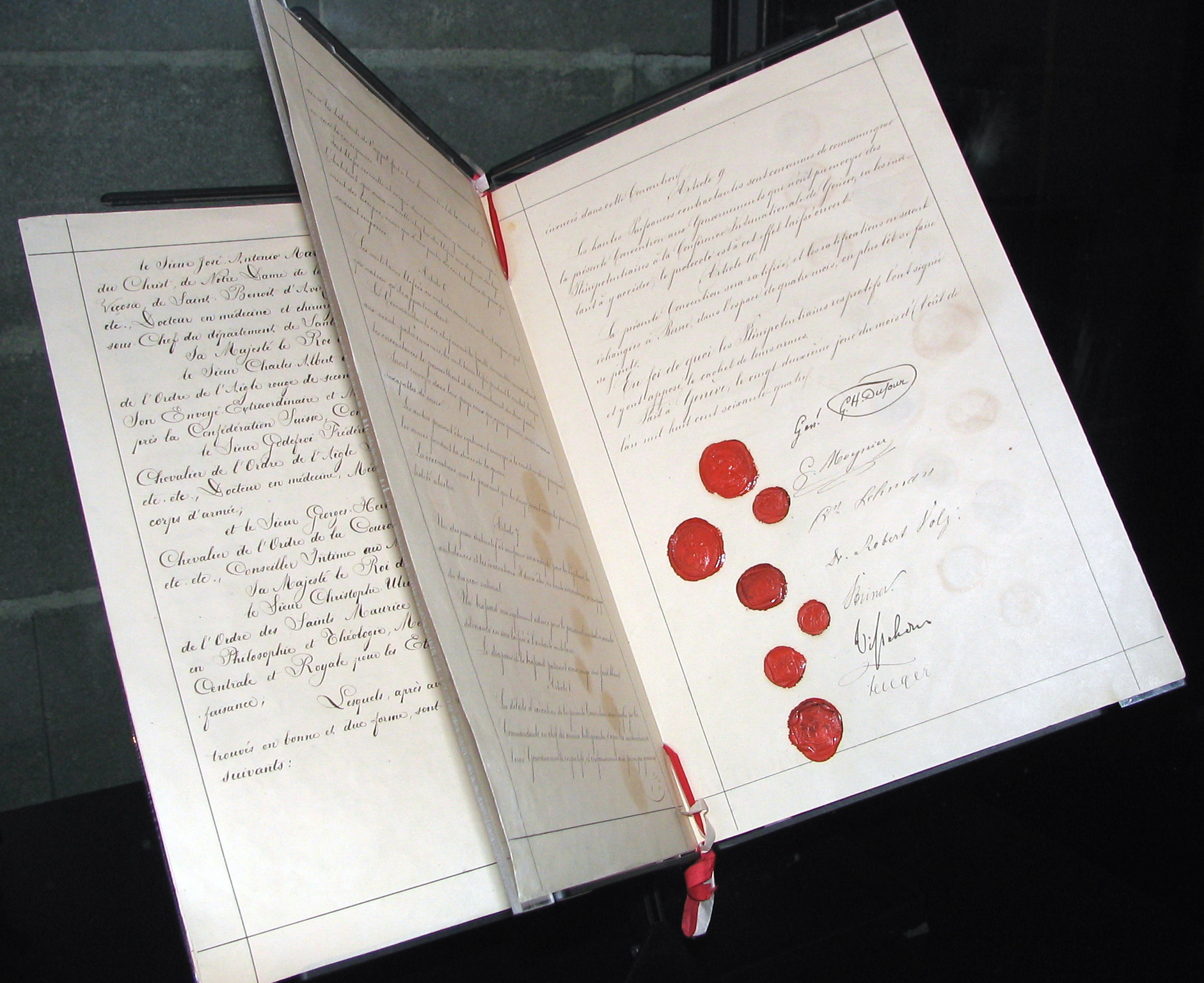
Convenções de Genebra originais.

As Convenções de Genebra são uma série de tratados formulados em Genebra, na Suíça, definindo as normas para as leis internacionais relativas ao Direito Humanitário Internacional.  As convenções foram o resultado de esforços de Henri Dunant, que foi motivado pelos horrores de que foi testemunha na Batalha de Solferino.  
Esses tratados definem os direitos e os deveres de pessoas, combatentes ou não, em tempo de guerra. Tais tratados são inéditos, consistindo na base dos direitos humanitários internacionais.
Os tratados foram elaborados durante quatro Convenções de Genebra que aconteceram de 1864 a 1949.

## História

### A primeira Convenção
A primeira Convenção de Genebra foi uma iniciativa de Henri Dunant, um suíço. Em 1863, ele organizou, com um grupo de pessoas, uma convenção não oficial para "estudar os meios de combater a insuficiência do serviço sanitário nos exércitos em campanha". Esta convenção foi o marco da criação da Cruz vermelha.
Um ano mais tarde, a Conferência diplomática de 1864 foi a primeira verdadeira convenção de Genebra. Ela deu ordem de respeitar e cuidar dos militares feridos ou doentes sem discriminação. Desde então, as ambulâncias e os hospitais são protegidos de todo ato hostil e serão reconhecíveis pelo símbolo da cruz vermelha com fundo branco.
A primeira verdadeira aplicação deste tratado aconteceu durante a Primeira Guerra Mundial.

### A segunda Convenção
A segunda Convenção foi escrita em 1906. Ela estendeu as obrigações da primeira Convenção às forças navais.

### A terceira Convenção
A terceira Convenção de Genebra foi escrita em 1929 e teve como objetivo definir o tratamento de prisioneiros de guerra.

O termo prisioneiro de guerra é definido nesta Convenção: É reconhecido como prisioneiro de guerra todo combatente capturado, podendo este ser um soldado de um exército, um membro de uma milícia ou até mesmo um civil, como os resistentes.

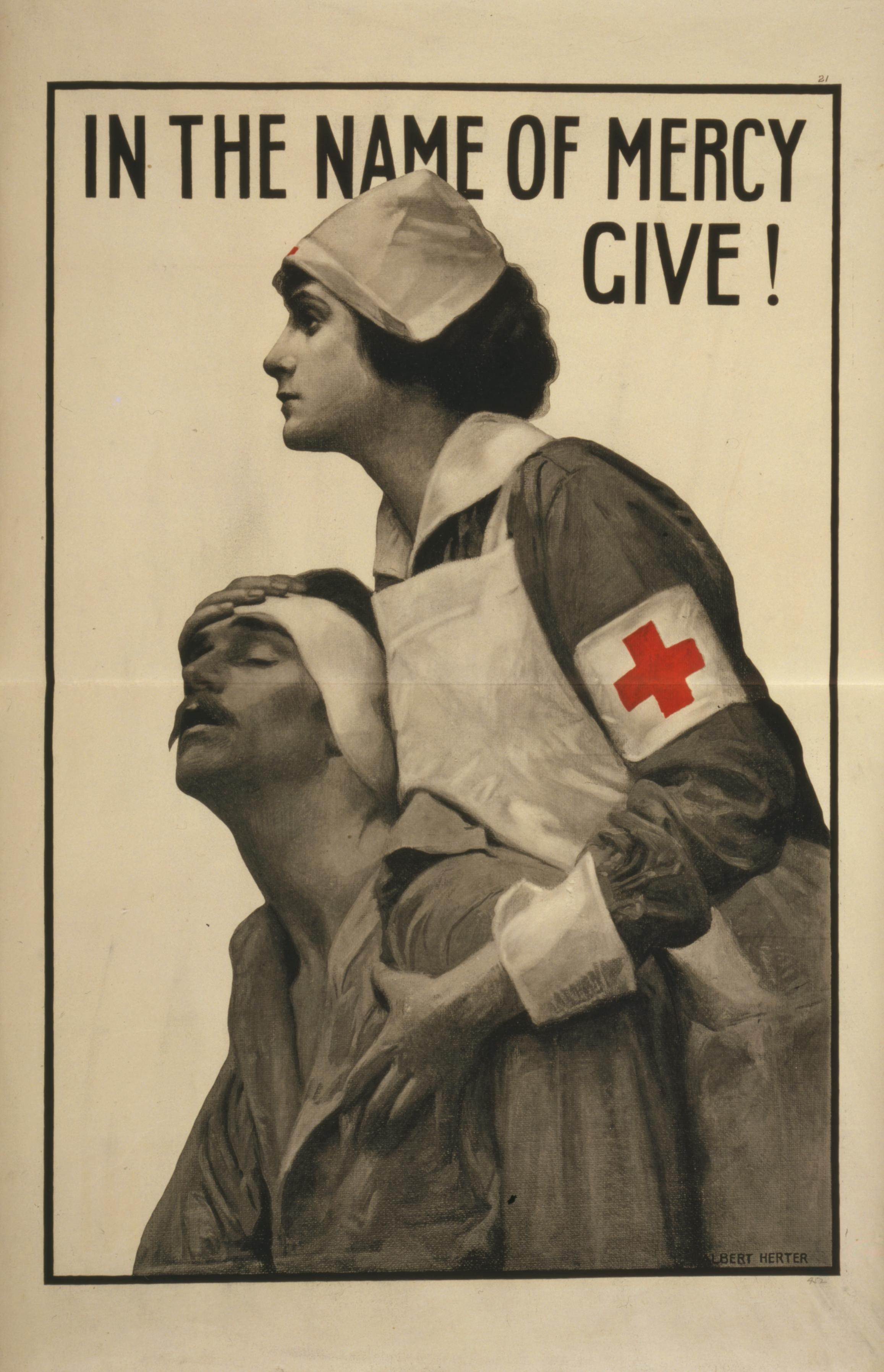
Cartaz da Cruz Vermelha da Primeira Guerra Mundial.

Foi esta Convenção que permitiu ao Comitê internacional da Cruz Vermelha (CICR) visitar todos os campos de prisioneiros de guerra sem nenhuma restrição. O CICR pode também dialogar, sem testemunhas, com os prisioneiros.

Progressão das Convenções de Genebra de 1864 a 1949.

Essa Convenção fixa igualmente os limites do tratamento geral de prisioneiros, como:
- a obrigação de tratar os prisioneiros humanamente, sendo a tortura e quaisquer atos de pressão física ou psicológica proibidos;
- obrigações sanitárias, seja ao nível da higiene ou da alimentação;
- o respeito da religião dos prisioneiros.

### A quarta Convenção
A quarta Convenção foi escrita em 1949. Ela revisou as três Convenções anteriores e acrescentou uma quarta, relativa à proteção dos civis em período de guerra.
Quando se fala hoje em dia da Convenção de Genebra, refere-se ao resultado desta Convenção.
De acordo com esta Convenção, os civis são claramente protegidos de toda hostilidade:
- eles não podem ser sequestrados, para servir, por exemplo, de "escudos humanos";
- toda e qualquer medida de retorsão visando os civis ou seus bens é estritamente proibida;
- as punições coletivas são estritamente proibidas.

## Protocolos adicionais
Há três protocolos de emenda às Convenções de Genebra de 12 de agosto de 1949:
- Protocolo I: adotado em 8 de junho de (1977) pela Conferência diplomática sobre a reafirmação e desenvolvimento do Direito Internacional Humanitário aplicável a conflitos armados.[1] Entrou em vigor em 7 de dezembro de 1979. Concede à proteção das vítimas de conflitos armados internacionais, considerando que conflitos armados contra a dominação colonial, ocupação estrangeira ou regimes racistas devem ser considerados como conflitos internacionais. Até 12 de janeiro de 2007, havia sido ratificado por 167 países dos 188 participantes das Convenções de Genebra de 1949. Dentre os países que não ratificaram o protocolo, estão: Estados Unidos, Israel, Irã, Paquistão, Afeganistão e Iraque.[2]Jean-Henri Dunant.

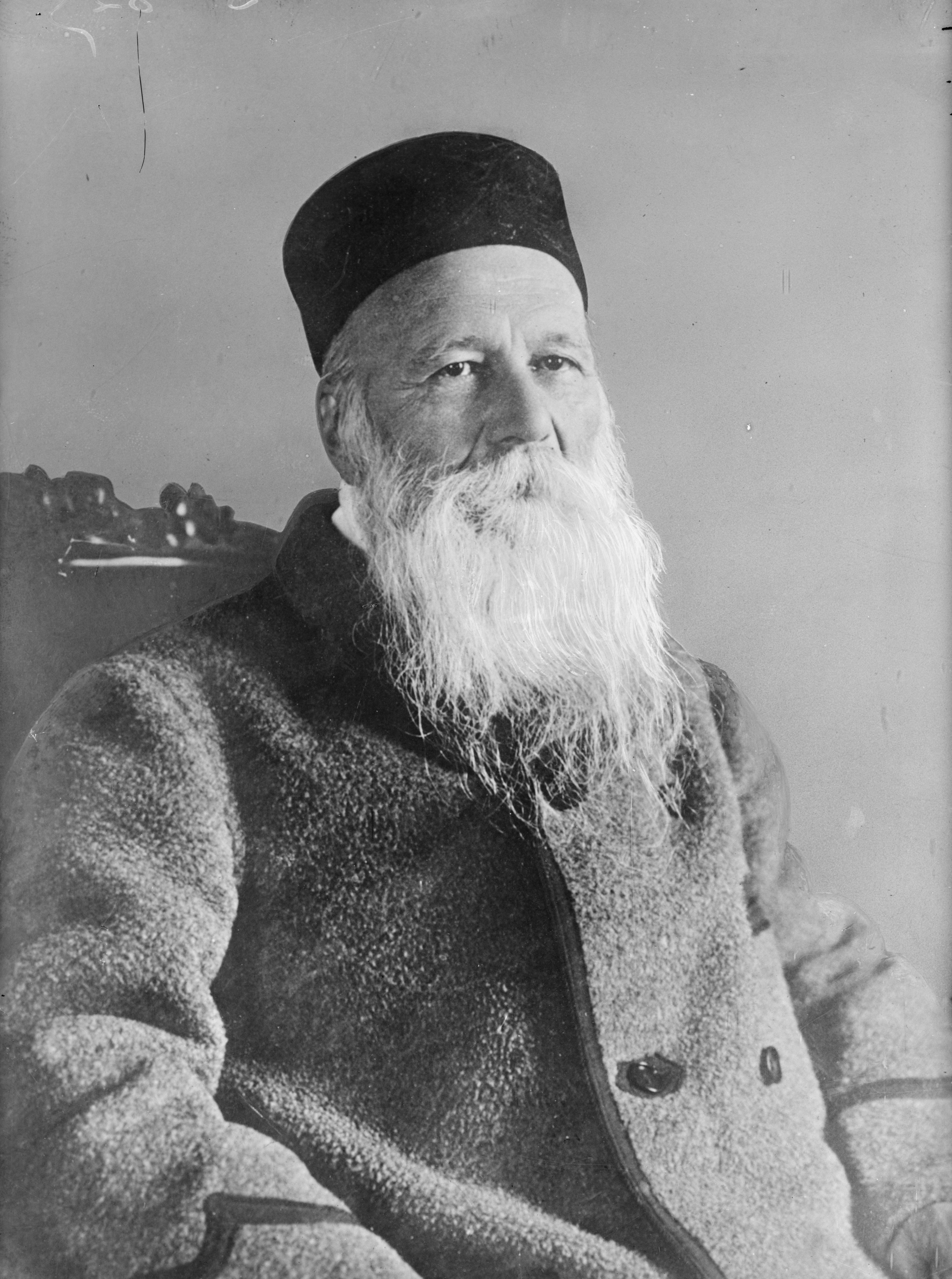
Jean-Henri Dunant.

- Protocolo II: também adotado em 8 de Junho  de 1977 pela mesma Conferência, passou igualmente a vigorar a partir de 7 de dezembro de 1979. Refere-se à proteção das vítimas durante conflitos armados não internacionais (guerras civis).[3] Até 12 de janeiro de 2007, tinha sido ratificado por 163 países.[4]. Entre os que não ratificaram o protocolo, os mais notáveis são Estados Unidos, Israel, Irã, Paquistão, Afeganistão e Iraque, embora, em 12 de dezembro de 1977, os Estados Unidos, o Irã e o Paquistão tenham manifestado a intenção de ratificá-lo.

Segundo um apelo do Comitê Internacional da Cruz Vermelha, lançado em 1997, alguns artigos contidos em ambos os protocolos são reconhecidos como regras do Direito consuetudinário, válidas para todos os Estados - mesmo para aqueles que não ratificaram os Protocolos.
- Protocolo III: adotado em 8 de dezembro de 2005, pela Conferência Diplomática de  2005, autoriza o uso de um novo emblema distintivo das Convenções de Genebra - o cristal vermelho, também conhecido como "emblema do terceiro protocolo" - adicional à cruz vermelha e ao crescente vermelho, símbolos universais de assistência a vítimas de conflitos armados.  Até 20 de maio de 2008, havia sido ratificado e assinado por 28 países e assinado, mas ainda não ratificado, por mais 59 países. Entrou em vigor em 14 de janeiro de 2007.[6][7]

## Convenção de Genebra - versão atual
1. Os países em guerra não podem utilizar armas químicas uns contra os outros.
2. O uso de balas explosivas ou de material que cause sofrimento desnecessário nas vítimas é proibido.
3. O bombardeio de balões com projéteis é proibido.
4. Prisioneiros de guerra devem ser tratados com humanidade e protegidos da violência. Não podem ser espancados ou utilizados com interesses propagandistas.
5. Prisioneiros de guerra devem fornecer o seu nome legítimo e patente. Aquele que mentir pode perder a sua proteção.
6. As nações devem identificar os mortos e feridos e informar os seus familiares.
7. É proibido matar alguém que se tenha rendido.
8. Nas áreas de batalha, devem existir zonas demarcadas para onde os doentes e feridos possam ser transferidos e tratados.
9. Proteção especial contra ataques será garantida aos hospitais civis marcados com a cruz vermelha.
10. É permitida a passagem livre de medicamentos.
11. Tripulantes de navios afundados pelo adversário devem ser resgatados e levados para terra firme com segurança.
12. Qualquer exército que tome o controle de um país deve providenciar comida para seus habitantes locais.
13. Ataques a cidades desprotegidas são proibidos.
14. Submarinos não podem afundar navios comerciais ou de passageiros sem antes retirar seus passageiros e tripulação.
15. Um prisioneiro pode ser visitado por um representante do seu país. Eles têm o direito de conversar reservadamente, sem a presença do inimigo.

## Violação das Convenções
Todo ato de violação pelas nações que ratificaram as Convenções de Genebra pode conduzir a um processo diante da Corte Internacional de Justiça (CIJ) / Tribunal Internacional de Justiça  (TIJ) ou diante da Corte Penal Internacional (CPI) / Tribunal Penal Internacional (TPI).